# TATA LPT-1618
ТАТА LPT-1618 — індійський вантажний автомобіль вантажопідйомністю до 10,2 т виробництва Tata Motors.
Автомобіль був представлений на Столичному автошоу 2012 року в Україні.
Автомобіль комплектується чотиритактним дизельним двигуном з турбонаддувом ТАТА 697 ТС 68 Євро-3, об´ємом 5675 см3 180 к.с. 630 Нм, КПП - 5 ступенева механічна, АБС. Колісні диски та шини 11/R22,5.
В Україні ця модель виготовляється на ЗАТ «Бориспільський автобусний завод» (с.Проліски Київська область) і реалізуються під маркою БАЗ-Т1618 «Подорожник».

## Галерея
Інші моделі з сімейства LPT.

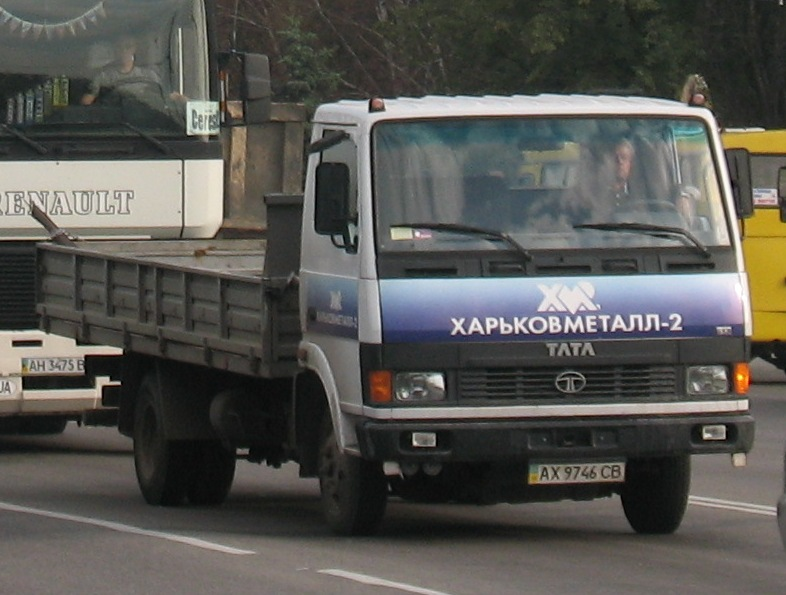
TATA LPT-613
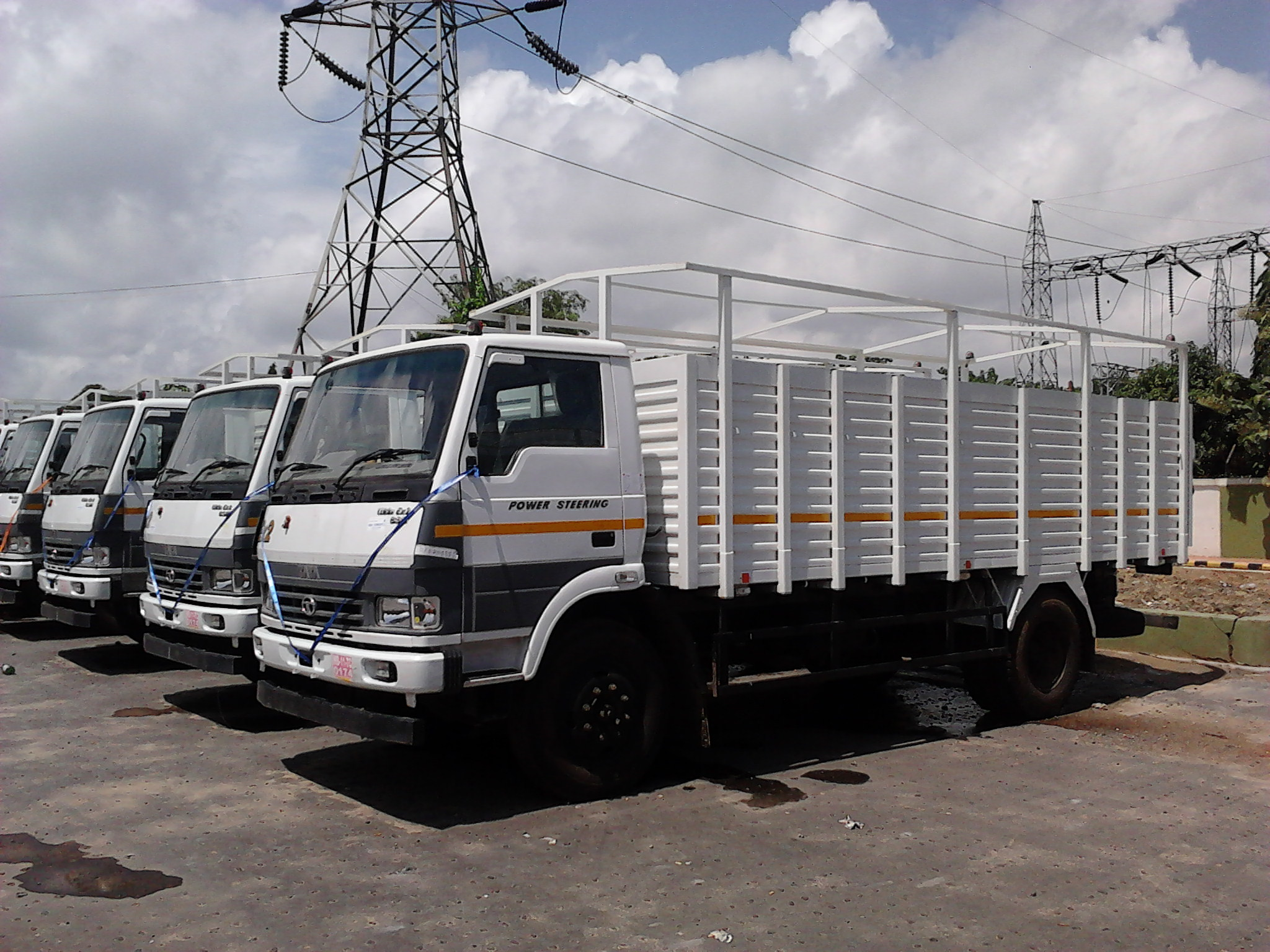
TATA LPT-1109
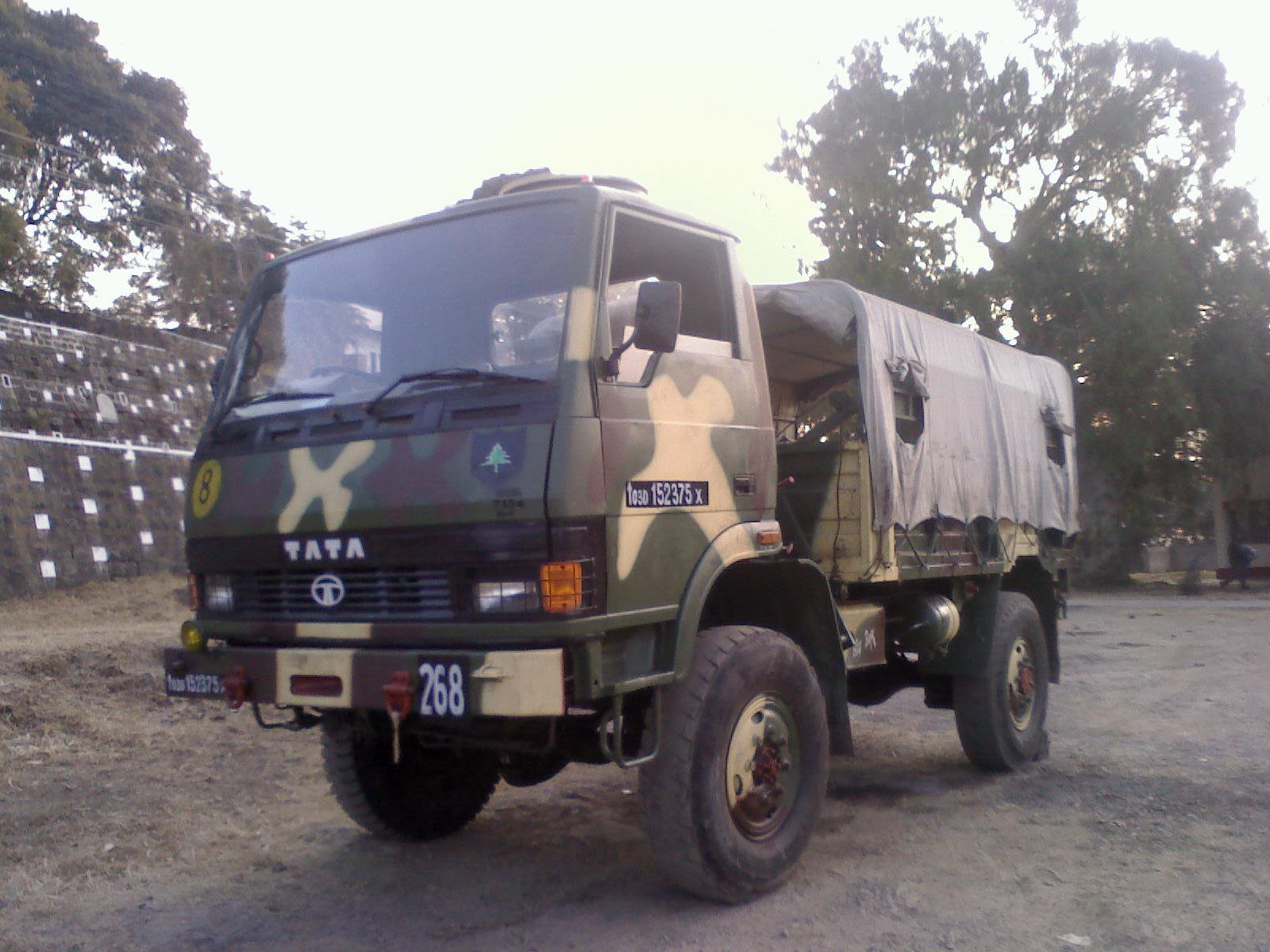
TATA LPTA-713 4х4